# Aloe hemmingii
Aloe hemmingii é uma espécie de liliopsida do gênero Aloe, pertencente à família Asphodelaceae.